# Fânațele Căpușului, Mureș
Fânațele Căpușului este un sat în comuna Iclănzel din județul Mureș, Transilvania, România.